# Министр сельского хозяйства и продовольствия Канады
Министр сельского хозяйства и продовольствия Канады (англ. Minister of Agriculture and Agri-Food) — один из министров Короны в правительстве Канады, в подчинении которого находится ряд управлений и надзорных организаций сельского хозяйства страны.

## Список министров

### Министры сельского хозяйства Канады
| 1.                       | Жан-Шарль Шапе (Jean-Charles Chapais)                | 1 июля 1867 — 15 ноября 1869        | Правительство Джона Макдональда              |
| 2.                       | Кристофер Данкин (Christopher Dunkin)                | 16 ноября 1869 — 24 октября 1871    | Правительство Джона Макдональда              |
| 3.                       | Джон Генри Поуп (John Henry Pope)                    | 25 октября 1871 — 5 ноября 1873     | Правительство Джона Макдональда              |
| 4.                       | Люк Летелье де Сен-Жюст (Luc Letellier de St-Just)   | 7 ноября 1873 — 14 декабря 1876     | Правительство Александра Маккензи            |
| *                        | Айзек Берпи (Isaac Burpee)                           | 15 декабря 1876 — 25 января 1877    | Правительство Александра Маккензи            |
| 5.                       | Шарль Пельтье (Charles Alphonse Pantaléon Pelletier) | 25 января 1877 — 8 октября 1878     | Правительство Александра Маккензи            |
|                          | Джон Генри Поуп (John Henry Pope) (второй срок)      | 17 октября 1878 — 25 сентября 1885  | Правительство Джона Александера Макдональда  |
| 6.                       | Джон Карлинг (John Carling)                          | 25 сентября 1885 — 6 июня 1891      | Правительство Джона Александера Макдональда  |
| 6.                       | Джон Карлинг (John Carling)                          | 16 июня 1891 — 24 ноября 1892       | Правительство Джона Джозефа Колдуэлла Эббота |
| 7.                       | Огюст-Реаль Анже (Auguste-Réal Angers)               | 7 декабря 1892 — 12 декабря 1894    | Правительство Джона Спэрроу Дэвида Томпсона  |
| 7.                       | Огюст-Реаль Анже (Auguste-Réal Angers)               | 21 декабря 1894 — 12 июля 1895      | Правительство Макензи Боуэлла                |
| 8.                       | Жозеф-Альдрик Уиме (Joseph-Aldric Ouimet)            | 13 июля 1895 — 20 декабря 1895      | Правительство Макензи Боуэлла                |
| 9.                       | Уолтер Хамфрис Монтегю (Walter Humphries Montague)   | 21 декабря 1895 — 5 января 1896     | Правительство Макензи Боуэлла                |
| *                        | Дональд Фергюсон (Donald Ferguson)                   | 6 января 1896 — 4 января 1896       | Правительство Макензи Боуэлла                |
|                          | Уолтер Хамфрис Монтегю (второй срок)                 | 15 января 1896 — 27 апреля 1896     | Правительство Макензи Боуэлла                |
| 1 мая 1896 — 8 июля 1896 | Уолтер Хамфрис Монтегю (второй срок)                 | Правительство Чарльза Таппера       |                                              |
| 10.                      | Сидни Артур Фишер (Sydney Arthur Fisher)             | 13 июля 1896 — 6 октября 1911       | Правительство Уилфрида Лорье                 |
| 11.                      | Мартин Баррелл (Martin Burrell)                      | 16 октября 1911 — 12 октября 1917   | Правительство Роберта Лэрда Бордена          |
| 12.                      | Томас Александр Крерар (Thomas Crerar)               | 12 октября 1917 — 11 июня 1919      | Правительство Роберта Лэрда Бордена          |
| *                        | Джеймс Александр Колдер (James Alexander Calder)     | 18 июля 1919 — 11 августа 1919      | Правительство Роберта Лэрда Бордена          |
| 13.                      | Саймон Фрейзер Толми (Simon Fraser Tolmie)           | 12 августа 1919 — 10 июля 1920      | Правительство Роберта Лэрда Бордена          |
| 13.                      | Саймон Фрейзер Толми (Simon Fraser Tolmie)           | 10 июля 1920 — 29 декабря 1921      | Правительство Артура Мейена                  |
| 14.                      | Уильям Ричард Матеруэл (William Richard Motherwell)  | 29 декабря 1921 — 28 июня 1926      | Правительство Уильяма Лайона Макензи Кинга   |
| *                        | Генри Герберт Стивенс (Henry Herbert Stevens)        | 29 июня 1926 — 12 июля 1926         | Правительство Артура Мейена                  |
|                          | Саймон Фрейзер Толми (второй срок)                   | 13 июля 1926 — 25 сентября 1926     | Правительство Артура Мейена                  |
| 15.                      | Уильям Ричард Матеруэл                               | 25 сентября 1926 — 7 августа 1930   | Правительство Уильяма Лайона Макензи Кинга   |
| 16.                      | Роберт Уир (Robert Weir)                             | 8 августа 1930 — 23 октября 1935    | Правительство Ричарда Бэдфорда Беннетта      |
| *                        | Томас Александр Крерар (второй срок)                 | 25 октября 1935 — 3 ноября 1935     | Правительство Уильяма Лайона Макензи Кинга   |
| 17.                      | Джеймс Гарфилд Джейрдайнер (James Garfield Gardiner) | 4 ноября 1935 — 15 ноября 1948      | Правительство Уильяма Лайона Макензи Кинга   |
| 17.                      | Джеймс Гарфилд Джейрдайнер (James Garfield Gardiner) | 15 ноября 1948 — 21 июня 1957       | Правительство Луи Сен-Лорана                 |
| 18.                      | Дуглас Харкнесс (Douglas Harkness)                   | 21 июня 1957 — 10 октября 1960      | Правительство Джона Джорджа Дифенбейкера     |
| 19.                      | Элвин Гамильтон (Alvin Hamilton)                     | 11 октября 1960 — 22 апреля 1963    | Правительство Джона Джорджа Дифенбейкера     |
| 20.                      | Гарри Уильям Хейз (Harry W. Hays)                    | 22 апреля 1963 — 17 декабря 1965    | Правительство Лестера Пирсона                |
| 21.                      | Джон Джеймс Грин (John James Greene)                 | 18 декабря 1965 — 20 апреля 1968    | Правительство Лестера Пирсона                |
| 21.                      | Джон Джеймс Грин (John James Greene)                 | 20 апреля 1968 — 5 июля 1968        | Правительство Пьера Трюдо                    |
| 22.                      | Бад Олсон (Bud Olson)                                | 6 июля 1968 — 26 ноября 1972        | Правительство Пьера Трюдо                    |
| 23.                      | Юджин Уэлан (Eugene Whelan)                          | 27 ноября 1972 — 3 июня 1979        | Правительство Пьера Трюдо                    |
| 24.                      | Джон Уайз (John Wise)                                | 4 июня 1979 — 2 марта 1980          | Правительство Джо Кларка                     |
|                          | Юджин Уэлан (второй срок)                            | 3 марта 1980 — 29 июня 1984         | Правительство Пьера Трюдо                    |
| 25.                      | Ральф Фергюсон (Ralph Ferguson)                      | 30 июня 1984 — 16 сентября 1984     | Правительство Джона Тёрнера                  |
| 26.                      | Джон Уайз (John Wise)                                | 17 сентября 1984 — 14 сентября 1988 | Правительство Брайана Малруни                |
| 27.                      | Дональд Мазанковски (Don Mazankowski)                | 15 сентября 1988 — 20 апреля 1991   | Правительство Брайана Малруни                |
| 28.                      | Уильям Макнайт (Bill McKnight)                       | 21 апреля 1991 — 3 января 1993      | Правительство Брайана Малруни                |
| 29.                      | Чарлз Мейер (Charles Mayer)                          | 4 января 1993 — 24 июня 1993        | Правительство Брайана Малруни                |
| 29.                      | Чарлз Мейер (Charles Mayer)                          | 24 июня 1993 — 3 ноября 1993        | Правительство Ким Кэмпбелл                   |
| 30.                      | Ральф Гудэйл (Ralph Goodale)                         | 4 ноября 1993 — 11 января 1995      | Правительство Жана Кретьена                  |

### Министры сельского хозяйства и продовольствия Канады
|     | Ральф Гудэйл (Ralph Goodale)         | 12 января 1995 — 10 июня 1997    | Правительство Жана Кретьена   |
| 31. | Лайл Ванклиф (Lyle Vanclief)         | 11 июня 1997 — 11 декабря 2003   | Правительство Жана Кретьена   |
| 32. | Роберт Спеллер (Bob Speller)         | 12 декабря 2003 — 19 июля 2004   | Правительство Пола Мартина    |
| 33. | Эндрю Митчелл (Andy Mitchell)        | 20 июля 2004 — 5 февраля 2006    | Правительство Пола Мартина    |
| 34. | Чарлз Строл (Chuck Strahl)           | 6 февраля 2006 — 14 августа 2007 | Правительство Стивена Харпера |
| 35. | Джерри Ритц (Gerry Ritz)             | 14 августа 2007 — 4 ноября 2015  | Правительство Стивена Харпера |
| 36. | Лауренц Макоули (Lawrence MacAulay)  | 4 ноября 2015 — 1 марта 2019     | Правительство Джастина Трюдо  |
| 37. | Мари-Клод Бибо (Marie-Claude Bibeau) | 1 марта 2019 — 26 июля 2023      | Правительство Джастина Трюдо  |
| 38. | Лоуренс Маколей (Lawrence MacAulay)  | 26 июля 2023 — 14 марта 2025     | Правительство Джастина Трюдо  |
| 39. | Коди Блуа (Kody Blois)               | 14 марта 2025 — 13 мая 2025      | Правительство Марка Карни     |
| 40. | Хит Макдональд (Heath MacDonald)     | 13 мая 2025 — н. в.              | Правительство Марка Карни     |